# Голованов, Евгений Александрович
Голованов Евгений Александрович (3 марта 1982) — российский борец греко-римского стиля, чемпион и призёр Сурдлимпийских игр, чемпион России. Заслуженный мастер спорта России.

## Биография
Родился 3 марта 1982 года в Усть-Каменогорске Вочточно-Казахстанской области Казахской ССР. Инвалид с детства. В 1994 году переехал вместе с семьёй в Ульяновск. В 2006 году закончил Ульяновский государственный университет по специальности "Адаптивная физическая культура". С 2006 года работает в ИМЭи ФК УЛГу, ассистентом кафедры физической культуры и спорта.

## Спортивная карьера
Евгений Голованов является призёром спортивных соревнования по греко-римской борьбе среди людей с нарушениями слуха. Чемпион Европы и многократный победитель Чемпионата России среди слабослышащих. Обладатель двух серебряных и одной золотой медалей Сурдолимпийских игр.
В 2001 году:
- серебряная медаль летних Сурдолимпийских игр, греко-римская борьба, 69—76 кг.

В 2005 году:
- золотая медаль летних Сурдолимпийских игр, греко-римская борьба, 74 кг.

В 2009 году:
- серебряная медаль летних Сурдолимпийских игр, греко-римская борьба, 85 кг.

### Конфликт с Сурдлимпийским комитетом России
После олимпиады в Тайбэе Евгений Голованов стал участником конфликта между призёрами игр и руководством Сурдлимпийского комитета России (СКР), отказавшись перечислить по рекомендации СКР часть призовых в Благотворительный фонд поддержки сурдлимпийского движения. В октябре 2011 года по окончании чемпионата Европы по вольной и греко-римской борьбе в Ереване Евгений Голованов был дисквалифицирован, так как был признан СКР слышащим. Сам Голованов при этом считает аудиограмму, на основании которой было принято решение о дисквалификации, поддельной.
В октябре 2013 года суд признал действия СКР незаконными. После возвращения в спорт, Евгений Голованов вернул себе титул чемпиона России, в 14-й раз выиграв чемпионат России.

## Награды и звания
- Заслуженный мастер спорта России по спорту глухих.
- Медаль ордена «За заслуги перед Отечеством» II степени (2007 год) — за большой вклад в развитие физической культуры и спорта, высокие спортивные достижения на XX Сурдоолимпийских играх в Мельбурне[6].